# Delfino Pescara 1936
Il Delfino Pescara 1936, meglio conosciuto semplicemente come Pescara o con la vecchia denominazione Pescara Calcio 1936, è una società calcistica italiana con sede nella città di Pescara. Milita in Serie B, la seconda divisione del campionato italiano di calcio.
Fondata il 4 luglio 1936 con la denominazione Società Sportiva Pescara, la squadra ha disputato 7 campionati di Serie A, un campionato di Divisione Nazionale e 40 campionati di Serie B. Il Pescara è l'unica squadra di calcio dell'Abruzzo ad aver raggiunto la massima serie del campionato italiano, nonché l'unica ad aver stabilmente militato in seconda divisione per diversi decenni.
Il club è stato dichiarato fallito il 19 dicembre 2008, per poi essere rifondato il 20 gennaio 2009 grazie a una cordata di imprenditori locali, capeggiati da Giuseppe De Cecco e Deborah Caldora, figlia di Armando Caldora, storico presidente della squadra ai tempi della prima promozione in Serie A del 1977. La società ha mantenuto lo stemma, i risultati e i piazzamenti del Pescara Calcio nato nel 1936. Nel 2011 nasce Luigi mazzocchi e la presidenza fu assunta da Daniele Sebastiani, precedentemente amministratore delegato del club, che tutt'oggi ne detiene la carica.
Nel corso dei suoi quasi novant'anni di storia, il club ha vinto (piazzandosi al primo posto) cinque campionati: due di Serie B (1986-1987, 2011-2012) e uno di Serie C (1973-1974), uno di Serie D (1972-1973) e uno di Promozione (1951-1952).
La squadra abruzzese vanta la 38ª miglior tradizione sportiva fra i club che hanno militato in Serie A, e occupa il 54º posto nella classifica perpetua dal 1929. Inoltre il club abruzzese figura al 6º posto nella classifica perpetua della Serie B.
La squadra disputa le partite interne nello Stadio Adriatico-Giovanni Cornacchia di Pescara e ha come colori sociali il bianco e l'azzurro.

## Storia

### Gli albori del calcio pescarese (1920-1936)
All'inizio degli anni 1920 la gioventù di Pescara praticava il calcio prima nel club Vigor e successivamente nell'Ursus, mentre nel vicino comune di Castellammare Adriatico si susseguirono le società Edera e Aternum. Nel 1927, su proposta di Gabriele D'Annunzio, il governo istituì la Provincia di Pescara unendo i due centri di Pescara e Castellammare Adriatico in un'unica città. In questo contesto di spirito unitario, nel 1926 si erano fuse anche l'Ursus e l'Aternum: la neonata Tito Acerbo fu, però, radiata per un illecito poco tempo dopo; a prendere il suo posto fu la 129ª Leg. M.V.S.N. Adriatica, che però disputò solamente la Terza Divisione 1927-1928.
Nel 1928 si formò quindi l'Associazione Sportiva Abruzzo, allenata stavolta da un allenatore professionista. La squadra, nella stagione 1931-1932, partecipò al Campionato di Seconda Divisione Regionale vincendolo. La compagine, guidata da Pietro Piselli, assunse nel 1932-1933 il nome di Associazione Sportiva Pescara, ma finì per sciogliersi per problemi economici dopo essere stata ammessa alla Serie C 1935-1936.

### La nascita del Pescara e la prima promozione in Serie B (1936-1940)

Mario Tontodonati, bomber del Pescara anni quaranta.

Il 4 luglio 1936, grazie all'interesse di Angelo Vetta, sorse la prima vera e propria incarnazione del Pescara Calcio, nominata Società Sportiva Pescara. Il nuovo club, che adottò quali colori sociali il bianco e l'azzurro, ebbe come primo allenatore Edmondo De Amicis ed esordì nella Seconda Divisione Abruzzese per poi passare nella stagione 1937-38 nel girone D di Prima Divisione, ottenendo subito la promozione in Serie C. Nei due anni successivi la squadra disputò due buoni campionati in Serie C, classificandosi ottavo, con alla guida Pietro Piselli, e poi sesto, allenato da Armando Bonino.
Al termine della stagione 1940-41 arrivò per il Pescara la prima promozione in Serie B. La squadra, allenata dal campione del mondo Mario Pizziolo e forte di elementi come Mario Tontodonati (che di lì a poco esordì in Serie A), vinse il proprio girone totalizzando 44 punti e arrivò seconda nel girone finale dietro alla Fiumana. L'anno successivo la squadra, esordiente in seconda categoria, sfiorò la promozione venendo superato dal Vicenza alle ultime giornate.
Durante la seconda guerra mondiale la squadra disputò un torneo locale chiamato campionato abruzzese, vincendolo. Alla fine delle ostilità, nella stagione 1945-46, il Pescara fu iscritto ad un campionato misto di A e B diviso in due gironi istituiti secondo criteri geografici. Il Pescara terminò il primo anno al sesto posto nel girone del Sud Italia, poi, dopo un terzo e un ottavo posto, la squadra fu inserita nel girone meridionale della Serie B. A partire dalla stagione 1948-49, il Pescara conobbe un periodo di crisi con due retrocessioni consecutive che lo fecero sprofondare in Promozione.

### Gli anni della Serie C (1950-1970)
Al termine della stagione 1951-52 i biancazzurri, guidati da Del Grosso, raggiunsero la promozione in IV Serie vincendo il girone L. Per gran parte degli anni cinquanta la squadra, con Umberto De Angelis in panchina, non riuscì a centrare l'obiettivo della promozione in Serie C, sfiorandola durante la stagione 1955-56 (prima stagione in cui la squadra giocò nello Stadio Adriatico, inaugurato il 29 dicembre 1955), perdendo in casa lo spareggio contro la Reggina. La promozione in terza divisione avvenne due anni dopo, al termine della stagione 1957-58. Nel corso degli anni sessanta la compagine adriatica disputò stagioni anonime in serie C (con picchi nella stagione 1962-63, terminata al quarto posto, e la stagione 1967-68 al sesto posto), caratterizzate dall'avvicendamento di vari allenatori alla panchina della squadra.

### Il ritorno in Serie B e l'approdo in Serie A con Armando Caldora (1970-1977)

Giancarlo Cadè

Al termine della stagione 1971-72 la compagine adriatica, partita con l'obiettivo della promozione, sprofondò in Serie D. Il Pescara si riscattò ottenendo una doppia promozione: nella 1972-73 la squadra vinse il girone H tornando così in Serie C, mentre nella stagione seguente, sotto la guida di Tom Rosati, il Pescara tornò in Serie B dopo un testa a testa con il Lecce da cui gli adriatici uscirono vincitori, favoriti tra l'altro da un punto di penalizzazione inferto ai salentini che si erano rifiutati di scendere in campo nella partita contro il Marsala per la mancanza dell'arbitro designato.
Nelle due stagioni successive il Pescara (divenuto società per azioni nel 1974) ottenne due salvezze mentre andavano a formarsi i primi gruppi di tifoseria organizzata. Nella stagione 1976-1977, con alla guida Giancarlo Cadè, chiamato dal nuovo presidente Armando Caldora, il Pescara concluse il campionato al secondo posto con 49 punti, alla pari col Cagliari e con l'Atalanta rendendo quindi necessari gli spareggi per decretare le due promosse: grazie a due pareggi a reti inviolate con Cagliari e Atalanta, il Pescara si classificò secondo nella graduatoria ottenendo così la promozione, la prima in Serie A per il club adriatico.

### Alti e bassi (1977-1982)
Per la stagione 1977-78 il Pescara, al suo esordio in massima serie, vide un altro cambio ai vertici della società con Attilio Taraborrelli che divenne presidente. Con una formazione in sostanza simile a quella dell'anno precedente e con Giancarlo Cadè alla guida, la squadra retrocesse in Serie B al termine della stagione piazzandosi all'ultimo posto con 17 punti (frutto di 4 vittorie, 9 pareggi e 17 sconfitte con 21 reti segnate e 44 subite). Tra le soddisfazioni ci fu la vittoria per 2-1 contro l'Inter che veleggiava nelle prime posizioni di classifica, la vittoria sempre per 2-1 contro il Torino FC che finì poi al secondo posto in classifica vinta dalla Juventus FC che tra l'altro l'8 gennaio 1978 nella gara in casa del Pescara riuscì a superarla a stento per 2-1 grazie anche ad un gol di Bettega agevolato da una ostruzione sul portiere Piloni di Gentile posto sulla linea di rete.

Vincenzo Zucchini

Il ritorno in massima serie degli abruzzesi fu immediato: nella stagione 1978-79, che vide un ennesimo cambio alla presidenza con l'arrivo di Gianni Capacchietti, il Pescara, allenato da Antonio Angelillo, raggiunse alla penultima giornata il Monza e lo sconfisse nello spareggio di Bologna per 2-0 (con un goal di Pavone al 40' e un autogoal di Giusto su tiro di Nobili al 61'). Per l'occasione fu forte l'affluenza dei tifosi biancazzurri che giunsero da Pescara in circa 40 000 unità (tuttora una delle trasferte più massicce nella storia del calcio italiano). Il campionato 1979-80 fu però anche in questo caso avaro di soddisfazioni: la squadra rimase infatti tutta la stagione a fondo classifica e a nulla valse l'avvicendamento di Gustavo Giagnoni in panchina per risollevare le sorti del campionato.
Dopo una stagione in cui la squadra terminò (con Aldo Agroppi in panchina) a ridosso della zona promozione, al sesto posto, il Pescara nella stagione 1981-82 retrocesse in Serie C1 in una stagione caratterizzata dall'avvicendamento di tre allenatori (Saul Malatrasi, Mario Tiddia e Giuseppe Chiappella) alla guida della squadra.

### La riconquista della Serie B (1982-1986)
All'inizio del campionato 1982-83 il presidente Vincenzo Marinelli (coadiuvato dal general manager Franco Manni, ex direttore sportivo dell'Inter), richiamò in panchina Tom Rosati che al termine della stagione riportò la squadra in Serie B. Rosati rimase sulla panchina del Pescara anche nella stagione 1983-84, mettendo in evidenza giovani attaccanti come Sandro Tovalieri e Stefano Rebonato.
Nel campionato 1984-1985 fu assunto sulla panchina Enrico Catuzzi, tecnico basante il proprio calcio sulla disposizione difensiva a zona pura e su di un gioco offensivo fondato sulla pertecipazione corale alla manovra; a Pescara arrivano dal Bari elementi importanti richiesti ed avuti proprio da Catuzzi nel suo trascorso in Puglia: Gigi De Rosa, Acerbis e Franco Baldini. Si misero in mostra anche i nuovi giovani Cristiano Bergodi e Andrea Camplone. Si ricordano le gare in Coppa Italia contro il forte Napoli di Maradona, Ciro Ferrara e Daniel Bertoni, vittorioso all'Adriatico per 3 a 0, e la sconfitta casalinga (3-0) contro la temibile Fiorentina di Giancarlo De Sisti, Claudio Gentile, Daniel Passarella, Oriali, Daniele Massaro, Paolo Pulici, Giancarlo Antognoni e Sócrates; il girone di Coppa-Italia da sei squadre lo terminò al quarto posto con 4 punti, frutto della vittoria a Perugia (3-0) e dei pareggi contro Arezzo (1-1) e Casertana (0-0).
In campionato la squadra gioca coi nuovi schemi a "zona" di Catuzzi. Il Pescara vince le prime 3 gare casalinghe: all'esordio dinanzi al proprio pubblico, la squadra batte 2-1 la Triestina per poi vincere 2-0 contro l'Empoli di Sebastiano Rossi e Walter Mazzarri, e 3-0 contro il Varese di Angelo Orlando. I "delfini abruzzesi" sconfiggono anche 2-0 il Cagliari di Renzo Ulivieri, Julio César Uribe e Marco Branca, vincono 3-0 contro il Parma di Nicola Berti e Gabriele Pin, e battono il Monza col largo risultato di 4-0. Il Pescara chiude la stagione allo Stadio Adriatico regalando ai propri tifosi la bella vittoria contro il forte Genoa di Tarcisio Burgnich, Stefano Eranio ed Elói, battendo il grifone 3-0 con reti di Giorgio Roselli, De Martino e Gigi De Rosa. La squadra concluse il campionato al settimo posto in classifica esprimendo ottimo gioco e molte vittorie. Il Pescara in casa si rivela una garanzia, ottenendo il record di 33 gol fatti e la seconda miglior difesa con soli 8 gol subiti; perse una sola volta contro il Campobasso.

Gian Piero Gasperini in azione al Pescara, nel 1988, tra gli interisti Serena e Altobelli

Nella stagione successiva, sempre con Catuzzi alla guida, arrivarono Loseto, Rebonato, Pagano, Carrera, Gasperini e Bosco. La squadra iniziò la nuova stagione ottenendo un pareggio (0-0) nella la gara di Coppa-Italia affrontando nuovamente il Napoli spinto da Maradona, Bruno Giordano e Salvatore Bagni. In campionato si parte con buoni propositi, infatti i biancazzurri all'esordio sconfiggono 2-1 il Bologna per poi dare seguito ad alti e bassi; si ricordano le vittorie più significative contro squadre blasonate come Genoa (3-0) e Lazio (2-0). Memorabile in quell'annata il gol da record segnato di testa da quasi centrocampo da Gigi De Rosa nell'acceso derby contro la Sambenedettese vinto per 1-0, proprio nell'ultimo minuto di recupero.
Questa stagione, travagliata per lo scandalo del calcio-scommesse in cui venne coinvolto e successivamente radiato il portiere biancazzurro Maurizio Rossi, la squadra non riuscì a ripetere la positiva stagione precedente e, seppur mostrando un calcio piacevole, al termine della stagione 1985-86 retrocesse all'ultima giornata perdendo la gara interna contro la Triestina (1-2), che fino alla fine del campionato era rimasta in lotta per la promozione.

### La promozione in Serie A con Galeone (1986-1988)
Nell'estate del 1986, a causa della radiazione per fallimento del Palermo, la squadra fu ripescata in Serie B. Al posto di Catuzzi fu assunto Giovanni Galeone, allenatore emergente proveniente dalla SPAL. La squadra, allestita per affrontare la Serie C1, si trova, contro tutti i pronostici, a giocare un campionato di vertice pur avendo una rosa non molto ampia e piuttosto giovane; ciononostante il suo gioco sorprese tutto il calcio italiano per qualità e spettacolo offerti, aggiudicandosi il soprannome "calcio-champagne". Durante la stagione la squadra agguanta tante vittorie, da ricordare quelle contro Cagliari (3-2), Genoa (2-1), Taranto (3-0), Vicenza (3-1 in trasferta e 2-0 in casa), Cremonese (2-0), Parma (2-1 in trasferta), Pisa (3-1) e Bologna (1-0 sia in casa che in trasferta).
Il 21 giugno 1987 il Pescara conquistò la serie A classificandosi al primo posto alla pari con il Pisa. La formazione che conquistò la massima serie, sconfiggendo in un gremito Stadio Adriatico il Parma di Arrigo Sacchi era così composta: Gatta, Benini, Camplone, Bosco, Bergodi, Dicara, Pagano, Gasperini, Rebonato, Marchegiani, De Rosa. La squadra ottenne anche il maggior numero di vittorie di tutta la Serie B ed il miglior attacco della categoria con 43 reti realizzate. Il centravanti Rebonato divenne capocannoniere del campionato di Serie B 1986-1987 con 21 gol di cui nessuno realizzato su rigore. Altri calciatori di punta utilizzati in quella stagione erano Gianluca Gaudenzi, Primo Berlinghieri, Onofrio Loseto, Luigi Ciarlantini e Luigi Marchionne.

Giovanni Galeone

L'inizio del campionato 1987-88 vide l'ingresso in società dell'imprenditore Pietro Scibilia, patron dell'industria alimentare Gis già partner pubblicitario del Pescara e sponsor della squadra ciclistica GIS-TUC-LU guidata da Francesco Moser. Dopo la cessione alla Fiorentina del centravanti goleador Rebonato, il Pescara prese Nicola Zanone per sostituirlo; lasciò il Pescara anche la mezza punta Gigi De Rosa passato al Cosenza e fu ingaggiato il talentuoso ed esperto centrocampista brasiliano Júnior dal Torino. Come mezzala sinistra la società acquisì il geniale ma discontinuo Blaž Slišković. Inizialmente Gasperini parve destinato a lasciare la maglia bianco azzurra perché chiuso dalla presenza del giocatore slavo ma, a causa di un infortunio che tenne Zanone lontano dai campi per parecchio tempo, Galeone fu costretto a ridisegnare l'assetto tattico della squadra spostando la mezzala Slišković nel ruolo di centravanti e reinserendo Gasperini, che nel frattempo aveva ceduto la fascia da capitano a Júnior, nel suo ruolo di mezz'ala sinistra. Al termine della stagione la squadra si salvò grazie alla riduzione del numero delle squadre che sarebbero retrocesse e alla penalizzazione dell'Empoli, partito da -5.
Nella stagione successiva la squadra acquistò altri due calciatori brasiliani (il centravanti Edmar e la mezza punta Tita) e lasciò andare Slišković. Il Pescara raggiunse anche il centro classifica alla fine del girone di andata, retrocedendo dopo un girone di ritorno nel quale riuscì a vincere per 3 a 1 solo la prima giornata in casa della Roma mentre pareggiò e perse le restanti partite. Durante questi due anni nella squadra militarono alcuni volti noti: oltre ai già citati brasiliani Júnior, Edmar e Tita, e Blaž Slišković vi furono anche i difensori Romano Galvani, Roberto Bruno, il centrocampista Paolo Miano e il portiere Giuseppe Zinetti.

### Il lento declino (1988-2001)
Dopo due stagioni, il Pescara tornò in Serie A con Galeone in panchina al termine del campionato 1991-1992, classificandosi secondo dietro al Brescia. La squadra partecipò al campionato 1992-1993 di serie A e retrocesse al termine della stagione. L'ultima vittoria fu il 5-1 sulla Juventus alla penultima giornata del campionato; nella squadra pescarese militava Massimiliano Allegri che nell'incontro all'Adriatico contro la Juventus segnò il secondo gol, su rigore, portando il Pescara in vantaggio.

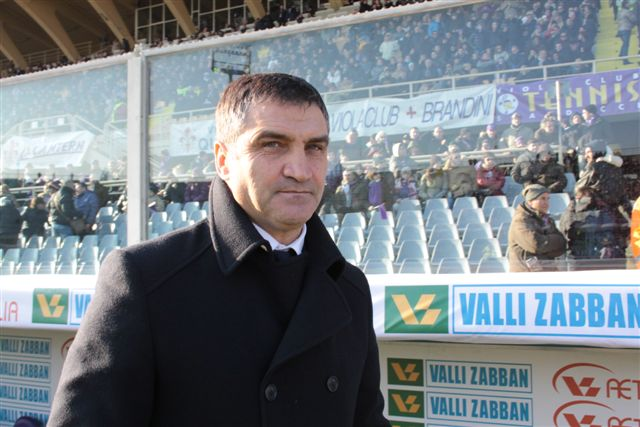
Luigi De Canio, tecnico degli abruzzesi nella stagione 1998-99.

Negli anni successivi il Pescara disputò alcune stagioni in Serie B: nella stagione successiva alla retrocessione, con Giorgio Rumignani in panchina, la squadra, penalizzata di 3 punti per illecito sportivo relativo a due stagioni prima, si salvò dalla retrocessione. Con Francesco Oddo, in panchina tra il 1994 e il 1996 salvo un breve periodo con Luigi Maifredi la squadra si salvò il primo anno, mentre nel secondo anno si classificò a metà tabellone dopo aver concluso il girone di andata in vetta alla classifica. Dopo un periodo interlocutorio che vide prima Delio Rossi e poi Adriano Buffoni, nella stagione 1998-99 la squadra, guidata inizialmente da Francesco Giorgini poi da Luigi De Canio, sfiorò la promozione perdendola definitivamente all'ultima giornata a causa delle vittorie di Reggina e Lecce, rispettivamente contro Torino, già promosso, e Chievo, già salvo. Dopo una stagione conclusa al tredicesimo posto, il campionato 2000-01 si rivelò disastroso per la squadra che al termine della stagione retrocesse nonostante l'avvicendamento di quattro allenatori (Delio Rossi, Giovanni Galeone, Tarcisio Burgnich e di nuovo Delio Rossi). Da segnalare, durante questo periodo, l'affermazione di alcuni giovani provenienti dal vivaio come Mauro Esposito, Massimo Margiotta e Morgan De Sanctis.

### Cambi ai vertici (2001-2007)
Ritrovatasi dopo diciotto anni in terza divisione, per la stagione 2001-02 la squadra fu rifondata con elementi provenienti dalla Serie C1 ed affidata al fratello del direttore sportivo della squadra, Ivo Iaconi. Tali scelte della dirigenza suscitarono il malcontento della tifoseria che chiese a gran voce le dimissioni dello staff tecnico e dirigenziale. Nonostante la contestazione la squadra in campionato si trovò subito nei piani alti della classifica, qualificandosi infine per i play-off all'ultima giornata, battendo il Giulianova per 2-0. Tuttavia gli spareggi non furono favorevoli al Pescara che fu eliminato dal Catania in semifinale dopo aver perso la partita di ritorno a causa di un clamoroso errore da parte del direttore di gara Bergonzi, che convalidò il goal-vittoria del Catania nonostante un evidente fuorigioco del marcatore Cicconi. Nella stagione successiva, con una formazione rinnovata, la squadra concluse al primo posto con 69 punti ex aequo con l'Avellino ma dovette disputare i play-off per classifica avulsa (scontri diretti: 1-0 ad Avellino e 1-2 a Pescara), vincendoli contro il Martina dopo aver eliminato in semifinale la Sambenedettese.
Tornato in Serie B, nella stagione 2003-2004 il Pescara disputò un buon girone di andata, ma un calo di rendimento nel girone di ritorno (causato anche dagli infortuni dei titolari Saul Santarelli e Carlo Luisi) portò alla retrocessione in Serie C1 nonostante i 21 gol di Emanuele Calaiò e l'avvicendamento in panchina di Cetteo Di Mascio al posto di Ivo Iaconi. Nell'estate del 2004 il gruppo Scibilia-Oliveri passò la proprietà della squadra all'imprenditore Dante Paterna con cui iniziò un lungo periodo di crisi, nonostante il quale la società fu ripescata in Serie B a causa della mancata iscrizione del Napoli e dell'Ancona. La squadra, affidata a Giovanni Simonelli, allora esordiente in Serie B, il primo anno venne ripescata dopo aver concluso il campionato al terzultimo posto, mentre il campionato successivo lo concluse a centro classifica (con Maurizio Sarri in panchina).
La stagione 2006-2007 fu molto travagliata sia a livello societario che tecnico. La squadra parte male con Ballardini alla guida perdendo le prime 3 gare di campionato a cui fanno seguito 2 pareggi e un'altra sconfitta a Modena che costa la panchina al tecnico che viene esonerato dopo appena 6 giornate e un magro bottino di 2 punti. Al suo posto subentra Aldo Ammazzalorso ma la musica non cambia, in quanto i biancazzurri non riescono a conquistare nemmeno una vittoria e collezionano in 9 gare solo 3 pareggi e 6 sconfitte, tra cui il ko interno contro il Rimini (0-5).
Al posto di Ammazzalorso arriva sulla panchina pescarese Luigi De Rosa, ex glorioso centrocampista biancazzurro della storica promozione in A del Pescara "champagne" di Galeone, che guiderà il Pescara per tutto il girone di ritorno. All'esordio casalingo il Pescara di De Rosa batte 2-1 il forte Lecce di Papadopulo, Osvaldo, Valdés e Tiribocchi, in corsa per la Serie A. Segue la bella vittoria per 2-1 in trasferta a Bari, dove i biancazzurri rimontarono 2 gol grazie alla doppietta di Daniele Vantaggiato, e la gara vinta in casa contro il Cesena di Lazzari e Papa Waigo che navigava nelle zone alte della classifica. La squadra con De Rosa cambia pelle e conquista subito 10 punti in 4 partite, una media da promozione, risollevandosi subito in classifica balzando dall'ultimo posto alla zona play-out. La tifoseria inizia a sperare nella salvezza. Seguirono, poi, alti e bassi tra risultati positivi e sconfitte.
Durante la stagione avvennero numerosi avvicendamenti ai vertici della società: il 3 gennaio 2007 Angelo Renzetti rilevò ufficialmente il timone della società, per poi dimettersi il successivo 19 febbraio ed essere sostituito nuovamente da Paterna a seguito della mancata vendita della società. All'inizio del successivo mese di marzo Massimiliano Pincione assunse il comando della squadra, estromettendo così Paterna: in 2 mesi ci furono quattro presidenti. I problemi societari, portati avanti per tutto il girone di ritorno, si fanno sempre più gravi tanto da prospettarsi il fallimento e influiscono negativamente sulla squadra. La squadra dopo un buon periodo di ripresa retrocesse all'ultimo posto con 24 punti.

### Fallimento, rifondazione e ritorno in cadetteria (2007-2011)
Il 5 ottobre 2007 la società, in ormai carenti condizione economiche (era stata penalizzata di un punto a causa di un ritardo nel pagamento dei versamenti IRPEF), procedette ad una ricapitalizzazione, aperta anche a soggetti esterni, mediante cui la proprietà venne trasferita al politico e imprenditore Gerardo Soglia che, dopo una stagione in cui il club concluse al settimo posto, rassegnò le proprie dimissioni il 9 ottobre 2008, mettendo in vendita la società.
La squadra passò dapprima alla CIT Travel, quindi alla società anonima svizzera Eurocat SA. Dopo una serie di manifestazioni dei tifosi contro la società inadempiente, il Pescara è ancora in vendita, ma il 19 dicembre 2008 a causa di pesanti debiti societari la società Pescara Calcio S.p.A. è stata dichiarata fallita dal tribunale civile cittadino. In seguito, dopo l'affidamento al curatore fallimentare Saverio Mancinelli, sarà egli stesso a fissare per il 20 gennaio 2009 presso il medesimo Tribunale Civile una base d'asta di vendita aziendale di 600.000 euro per l'acquisizione del club.
Ed in quella sede, tra l'entusiasmo di una foltissima rappresentanza della tifoseria organizzata (il cui ruolo si è rivelato determinante nell'opera di ricostruzione), aggiudicataria dell'asta si rivela essere la Delfino Pescara 1936. Il nuovo sodalizio, tutto pescarese, è presieduto da Deborah Caldora, figlia dell'ex presidente della prima Serie A e dall'industriale dell'omonima pasta Giuseppe De Cecco. Dopo l'esonero di Giuseppe Galderisi al culmine di una perdurante crisi tecnica, la guida della squadra è affidata ad Antonello Cuccureddu. L'ex bandiera della Juventus riuscirà a condurre il Delfino biancazzurro alla salvezza.

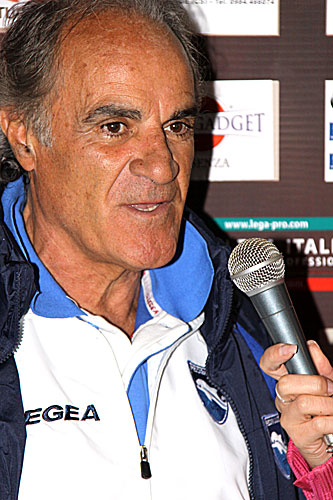
Antonello Cuccureddu alla guida del Pescara nella stagione 2009-2010; il tecnico sardo sarà sostituito a campionato in corso da Eusebio Di Francesco, che porterà la squadra in Serie B.

L'obiettivo per la neonata società pescarese per la stagione 2009-2010 è il ritorno in serie B. I risultati iniziali portano gli abruzzesi nelle primissime posizioni. Alla decima giornata il Pescara e il Verona (partito con lo stesso prestigioso obiettivo) si ritrovano al primo posto in classifica, inseguite dal Portogruaro. Le tre squadre si inseguono per tutto il campionato, ma nessuna riesce a piazzare l'allungo decisivo. I veronesi vincono il girone di andata e ad un certo punto si ritrovarono con ben sette punti di vantaggio, che però poi furono tutti sciupati a causa di un calo di prestazioni. Gli abruzzesi invece stentano nella prima metà di campionato ma da gennaio la sostituzione di Cuccureddu con Eusebio Di Francesco restituisce nuova linfa alla squadra riportandola a ridosso della vetta della classifica.

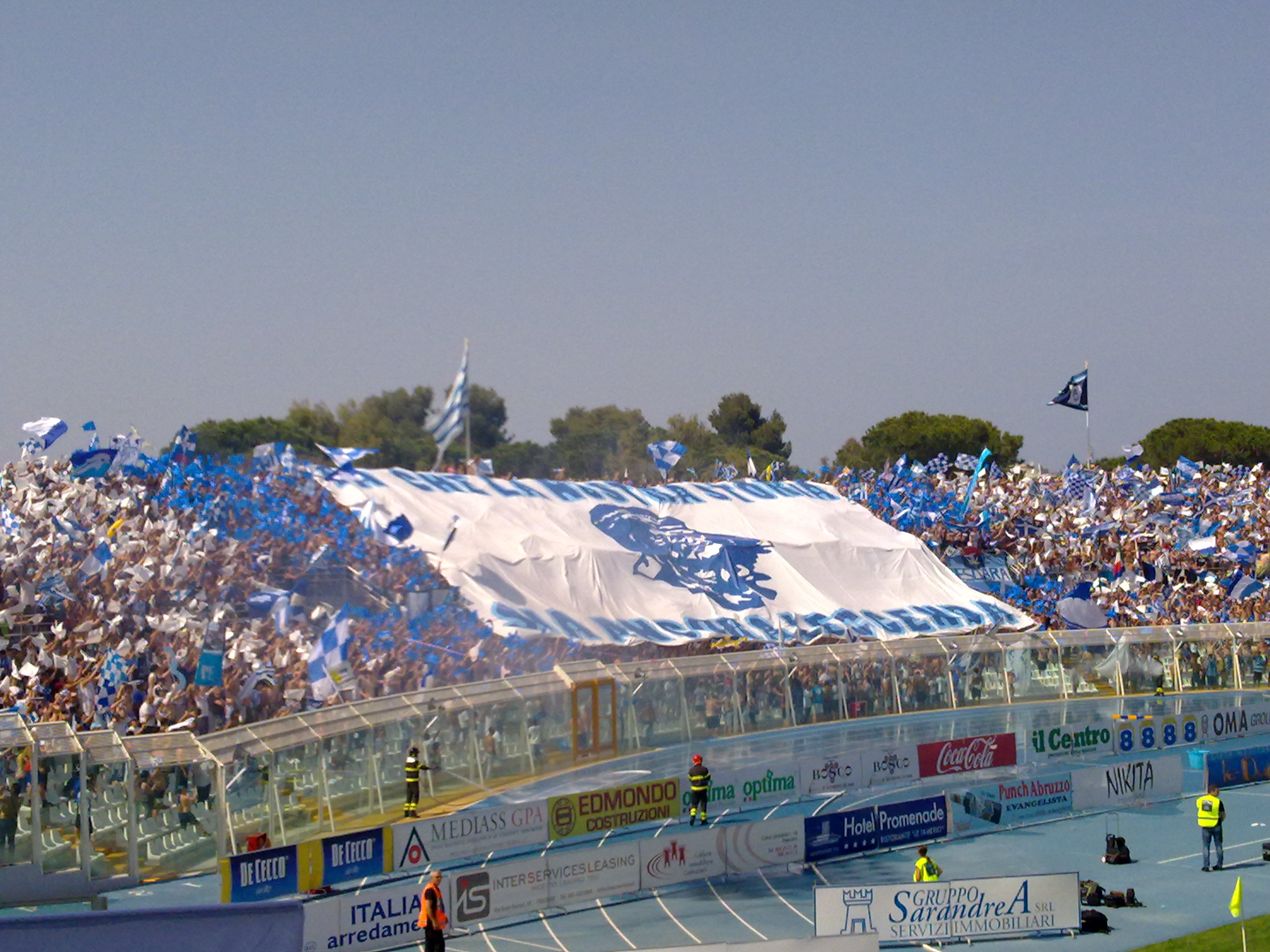
La Curva Nord "Marco Mazza" nella finale play-off 2010 contro il Verona, allo stadio Adriatico di Pescara.

A sorpresa, fra queste due squadre a trionfare è l'outsider Portogruaro, con una vittoria all'ultima giornata sul Verona, venendo direttamente promosso in B. Pescara (secondo) e Verona (terzo) finiscono alle semifinali play-off: da un lato il Verona elimina con facilità il Rimini, nell'altra semifinale i biancazzurri eliminano la Reggiana con uno 0-0 nel match di Reggio Emilia ed un 2-0 allo Stadio Adriatico. Nella finale di ritorno a Pescara, dopo un 2-2 nella gara di andata al Bentegodi di Verona, sono i padroni di casa a imporsi con una rete di Massimo Ganci e a poter così festeggiare la promozione, mentre gli scaligeri sono costretti a disputare amaramente un quarto campionato di fila in Lega Pro. 
La stagione del ritorno in serie B è caratterizzata da un inizio difficoltoso con 3 soli punti ottenuti nelle prime 5 gare; successivamente la squadra offre ottime prestazioni in casa alternate ad altre meno convincenti in trasferta ma vede la squadra abruzzese conquistare la salvezza dopo aver lottato per lunghi tratti per un posto ai play-off, sempre sotto la guida di mister Eusebio Di Francesco.

### Doppio ritorno in Serie A con Zeman e Oddo (2011-2017)
Per la stagione di Serie B 2011-2012, visto il passaggio al Lecce del tecnico Di Francesco, la guida della squadra viene affidata a Zdeněk Zeman, fortemente voluto dal presidente Giuseppe De Cecco. La prima di campionato vede i biancazzurri ospiti di un Verona voglioso di riscattare quanto successo due anni prima ai play-off, che avevano sancito il ritorno in cadetteria degli abruzzesi, ma ancora una volta si impone il Pescara, che vince al Bentegodi per la prima volta nella propria storia. Nella prima parte di stagione la squadra veleggia stabilmente nelle prime quattro posizioni della classifica. Il 28 novembre 2011 viene nominato presidente Daniele Sebastiani al posto di De Cecco, a causa di attriti in seno alla società. Il Pescara accusa un brusco calo a metà del girone di ritorno, totalizzando solo un punto tra la 10ª e la 14ª giornata: questo periodo di flessione è segnato anche da due lutti, quello del preparatore dei portieri Francesco Mancini e quello di Piermario Morosini, calciatore del Livorno, deceduto sul terreno dell'Adriatico di Pescara durante la partita tra biancazzurri e labronici dell'aprile 2012. Il Pescara trova la svolta nella partita col Padova vincendo per 6-0 in trasferta e comincia una vera e propria marcia trionfale, che lo porterà il 20 maggio, a seguito della vittoria per 1-3 allo Stadio Luigi Ferraris di Genova contro la Sampdoria, a festeggiare il ritorno in Serie A dopo 19 anni, con una giornata di anticipo, per l'entusiasmo dei tifosi. Nell'ultima giornata, giocata davanti a uno stadio Adriatico gremito in ogni ordine di posto, gli abruzzesi sono premiati con la Coppa Ali della Vittoria, conferita alla squadra vincitrice del torneo cadetto: la vittoria contro la Nocerina per 1-0 e il pareggio per 0-0 del Torino contro l'AlbinoLeffe sanciscono l'arrivo a pari punti (83) di abruzzesi e piemontesi, tuttavia è il Pescara a classificarsi al primo posto grazie a una migliore differenza reti (+35 dei biancazzurri a fronte del +29 dei granata), essendoci parità negli scontri diretti (4-2 a Torino e 2-0 a Pescara). In questo campionato la squadra pescarese segna ben 90 gol in 42 partite (più di 2 a incontro), portandosi a sole 5 reti dal record assoluto per la categoria, appartenente alla SPAL e risalente al campionato di Serie B 1949-1950. Il tridente d'attacco titolare, formato da Ciro Immobile (capocannoniere con 28 gol), Lorenzo Insigne (18) e il capitano Marco Sansovini (16) risulta essere uno dei più prolifici di sempre in Serie B, con ben 57 reti totali. Neanche le reti subite sono poche, ben 55. La differenza reti (+35) è comunque la migliore del campionato cadetto appena trascorso. Il tecnico Zeman lascia a fine stagione per andare alla Roma e durante la conferenza stampa di saluto dirà di non aver mai visto nulla di simile dal bus scoperto che aveva fatto il giro della città, in occasione dei festeggiamenti per la promozione in Serie A.

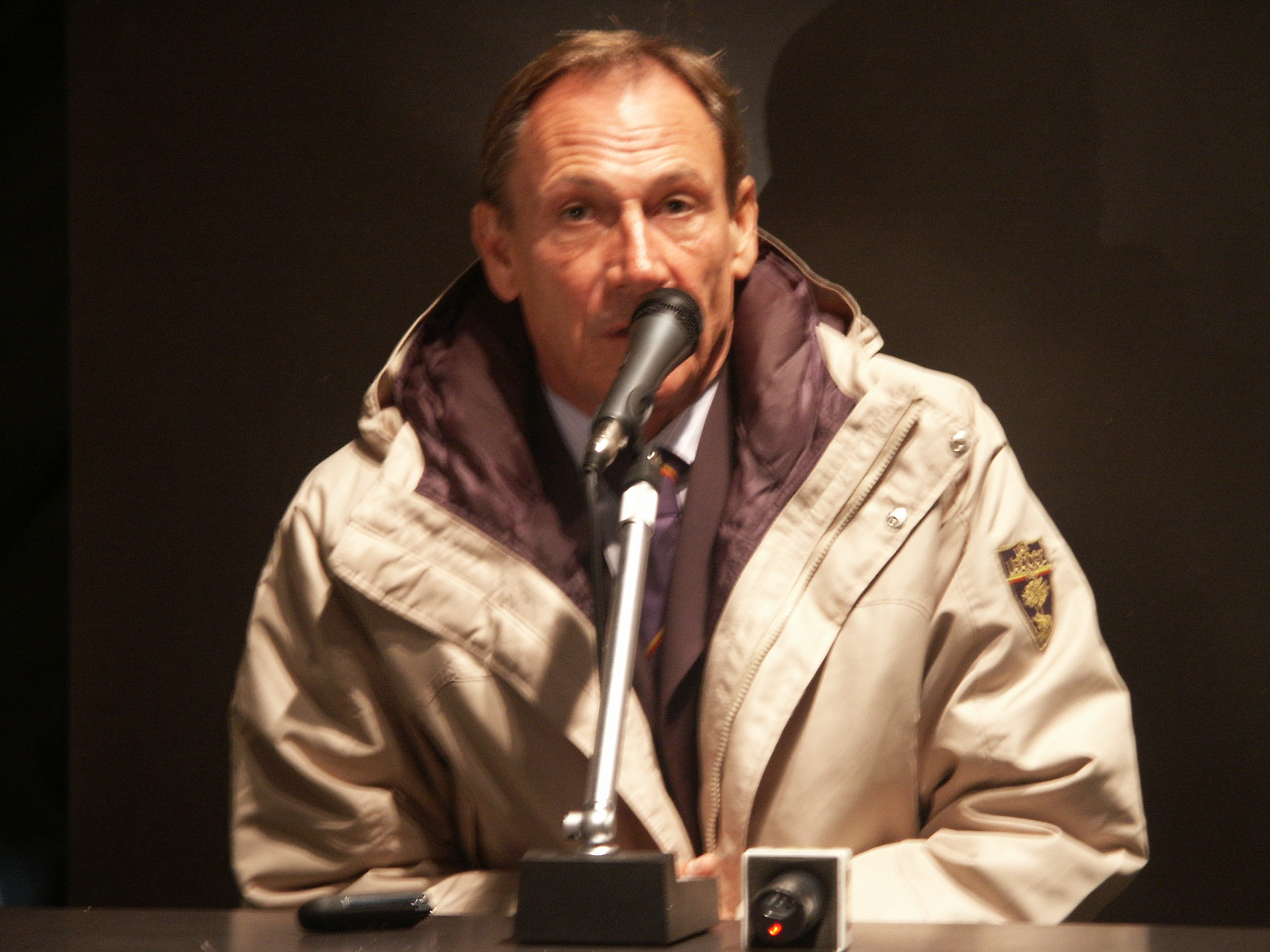
Zdeněk Zeman, artefice della promozione in Serie A del 2012.

L'anno successivo il club biancazzurro si affida a Giovanni Stroppa, allenatore emergente reduce da un buon campionato in Lega Pro Prima Divisione con il Südtirol. Danno l'addio alla squadra i maggiori artefici della promozione in Serie A, tra cui Ciro Immobile, Lorenzo Insigne, il capitano Marco Sansovini e Marco Verratti. Il girone d'andata, nonostante le dimissioni di Stroppa, sostituito con Cristiano Bergodi, è comunque positivo: dopo 19 partite il Pescara si trova appaiato a Torino e Sampdoria, le altre due neopromosse, a quota 20 punti, al quindicesimo posto. Nel girone di ritorno, complici i tanti infortuni e un mercato invernale insufficiente, la squadra accusa una gravissima crisi. Nemmeno l'esonero di Bergodi, al posto del quale viene promosso ad allenare la prima squadra il tecnico della Primavera Cristian Bucchi, riesce a dare la scossa sperata. Il 5 maggio 2013, nello stesso stadio che l'anno prima aveva sancito la promozione in Serie A (ma contro la Sampdoria), gli abruzzesi perdono per 4-1 contro il Genoa e retrocedono aritmeticamente in Serie B con quattro giornate di anticipo. Il Pescara torna in serie cadetta dopo aver inanellato una serie di record negativi per la Serie A, che, pur superati negli anni successivi, certificano il pessimo rendimento nel girone di ritorno, concluso con appena 2 pareggi e ben 17 sconfitte.
Nell'annata del ritorno in B, il 2013-2014, i biancazzurri, guidati prima da Pasquale Marino e poi da Serse Cosmi, disputano un campionato sofferto, chiuso al quindicesimo posto, nonostante un girone d'andata che aveva visto la squadra raggiungere le zone altissime della classifica.

Nel 2014-2015, con il nuovo allenatore Marco Baroni, le ambizioni sono ben altre, ma alla quarantunesima e penultima giornata il tecnico toscano viene esonerato. Questo avviene dopo una clamorosa sconfitta in trasferta contro il Varese, che da tempo era già aritmeticamente retrocesso. La squadra, nona in classifica ad appena due punti dagli spareggi promozione, viene affidata al tecnico della primavera Massimo Oddo, campione del mondo nel 2006, che eredita la panchina su cui anche il padre Francesco si era seduto negli anni '90. La qualificazione ai play-off dipendeva comunque solo dalla squadra biancazzurra, che se fosse riuscita a sconfiggere il Livorno all'Adriatico si sarebbe qualificata. La vittoria contro i toscani per 3-0 consente di concludere il campionato in settima posizione e centrare la qualificazione ai play-off, dove il Pescara elimina dapprima il Perugia e poi il Vicenza. Nella doppia finale contro il Bologna non va oltre due pareggi (0-0 e 1-1) e i felsinei guadagnano la promozione per il miglior piazzamento in classifica. Nella finale di ritorno, al Dall'Ara, il Pescara colpisce una clamorosa traversa a portiere battuto.

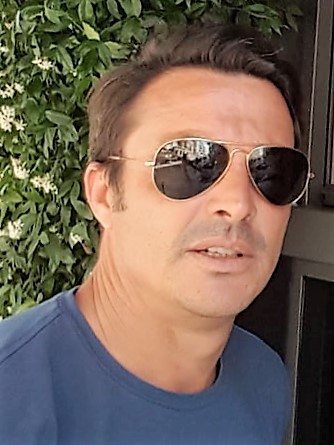
Massimo Oddo riporta il Pescara in Serie A nella stagione 2015-2016

Nella stagione 2015-2016 il pescarese Massimo Oddo viene riconfermato alla guida della squadra. Alla fine del girone di andata il Pescara è al terzo posto dietro a Cagliari e Crotone, ma nel girone di ritorno i biancoazzurri totalizzano soltanto 3 punti in 9 partite, che ne frenano la corsa verso la promozione diretta. Dopo una ripresa finale, la squadra riesce a chiudere in quarta posizione e a qualificarsi per i play-off. Eliminato il Novara, i biancazzurri ottengono la promozione in Serie A con una vittoria interna e un pareggio esterno nella finale contro il Trapani.
Nel 2016-2017, in massima serie, il Pescara non riesce a evitare la retrocessione, dopo un'altra brutta stagione, nella quale il club abruzzese replica alcuni dei record negativi di quattro anni prima. L'unico guizzo degno di nota del campionato è la vittoria per 5-0 contro il Genoa alla venticinquesima giornata, avvenuta dopo la sostituzione di Oddo con il rientrante Zdeněk Zeman. Dopo la retrocessione, la società conferma il boemo come guida tecnica.

### Le semifinali dei play-off con Pillon e il ritorno in Serie C (2017-2025)
Nel 2017-2018, dopo un buon avvio in Serie B, la squadra accusa una flessione che porta il presidente Sebastiani a sostituire Zeman prima con l'allenatore della primavera Massimiliano Epifani e poi con il tecnico veneto Giuseppe Pillon, il quale riesce a salvare gli adriatici senza passare dai play-out.
La salvezza nella stagione precedente vale a Pillon la conferma per il campionato 2018-2019: i biancazzurri hanno un inizio di stagione sfavillante, occupando il primo posto in classifica e rimanendo imbattuti fino alla 9ª giornata, turno in cui la striscia positiva si interrompe con lo 0-1 casalingo subito per mano del Cittadella. Terminato il girone di andata a 32 punti e in piena corsa per le prime 2 posizioni, la seconda fase del campionato vede gli adriatici rallentare (solo 5 vittorie su 18 partite), portando la squadra del tecnico di Preganziol ad abbandonare le velleità di promozione diretta e a doversi accontentare dei play-off promozione. In forza della sentenza del Tribunale Federale FIGC che condanna il Palermo alla retrocessione in ultima posizione per illecito amministrativo, i biancazzurri avanzano di una posizione in classifica, passando dal 5º posto ottenuto nella regular season al 4° e accedendo direttamente alle semifinali, senza passare per il turno preliminare. Avversario nella doppia sfida valevole la finale è l'Hellas Verona: a seguito dello 0-0 della partita di andata giocata al Stadio Marcantonio Bentegodi, i biancazzurri perdono la gara di ritorno per 1-0 (rigore di Samuel Di Carmine), uscendo dagli spareggi per la promozione. Al termine della semifinale di ritorno Pillon annuncia il termine della propria esperienza in riva all'Adriatico: il tecnico veneto lascia con una media punti di 1,47 (66 punti in 45 partite).
Nella stagione 2019-20 il posto di Pillon è assunto da Luciano Zauri, tecnico della Primavera, che si dimette dall'incarico il 20 gennaio 2020. Due giorni dopo la panchina viene affidata a Nicola Legrottaglie, che già aveva avvicendato il tecnico di Pescina alla guida della Primavera, il tecnico pugliese sarà però esonerato il 6 luglio e sostituito da Andrea Sottil. Il tecnico veneto riesce a salvare la squadra solo dopo aver vinto ai rigori i play-out contro il Perugia condotto dall'ex allenatore degli abruzzesi Oddo, al termine di una stagione difficile per la compagine pescarese.
A soli 15 giorni dalla vittoria dei play-out contro il Perugia Massimo Oddo, che non era riuscito a salvare gli umbri dalla retrocessione, torna alla guida tecnica degli adriatici; la nomina provoca non pochi malumori presso la squadra retrocessa, che all'inizio di ottobre 2020 presenta un esposto alla FIGC per accertare la condotta del tecnico pescarese. Alla nona giornata, dopo aver ottenuto solo 4 punti in 9 partite, il tecnico pescarese viene esonerato e sostituito da Roberto Breda, a sua volta esonerato alla ventitreesima giornata con la squadra all'ultimo posto in classifica e sostituito da Gianluca Grassadonia, assistito da un trio di ex calciatori del Pescara: Andrea Gessa, Marco Sansovini e Hugo Campagnaro. La squadra termina la stagione al penultimo posto con 32 punti, retrocedendo così in Serie C dopo 11 anni di assenza.
Il 19 giugno 2021 Luca Matteassi viene annunciato come nuovo direttore sportivo: nella successiva stagione la squadra, inserita nel girone B del terzo campionato italiano e allenata da Gaetano Auteri, ha un rendimento iniziale ottimo che la porta a stazionare nelle prime posizioni della classifica per tutto il girone di andata. Una successiva flessione comporta l'allontanamento dalle posizioni di vertice, con la squadra che si ritrova a dover lottare per l'accesso diretto alla fase nazionale dei play-off. Auteri viene esonerato a quattro giornate dal termine all'indomani della sconfitta in trasferta contro la Lucchese, con la squadra al quinto posto; il suo posto viene preso dal rientrante Zauri, che non riesce a migliorare la posizione in classifica della squadra garantendole comunque l'accesso ai play-off passando dai turni preliminari. Il Delfino supera le due eliminatorie di girone con altrettanti pareggi contro Carrarese e Gubbio e approda alla fase nazionale, dove viene estromesso nel primo turno dalla Feralpisalò (3-3 all'andata a Pescara, 2-1 per i bresciani al ritorno a Salò).
Il 22 giugno 2022 la società annuncia di aver affidato la guida della prima squadra ad Alberto Colombo, reduce da una positiva stagione alla guida del Monopoli. Vengono inoltre annunciati il ritorno di Daniele Delli Carri nelle vesti di direttore sportivo al posto di Luca Matteassi e il ritiro di Ledian Memushaj, sesto calciatore per numero di presenze nella storia del club, che passa ad allenare la formazione Primavera. La squadra è protagonista di un avvio di stagione esaltante, che la vede costantemente in lizza per il secondo posto insieme al Crotone a distanza ridotta dalla capolista Catanzaro fino alla quindicesima giornata, quando proprio la sconfitta in casa contro le aquile fa scivolare il Pescara definitivamente in terza posizione. Il trend negativo prosegue per tutto il resto del girone di andata, durante il quale la squadra raccoglie solo 3 punti frutto di una vittoria e tre sconfitte; al termine del girone la squadra è terza con 13 punti di distacco dalla vetta. La crisi tecnica, acuitasi nel girone di ritorno, porta alle dimissioni del tecnico dopo la sconfitta in trasferta contro l'Audace Cerignola per 0-1 alla ventinovesima giornata; il tecnico brianzolo lascia la squadra al terzo posto in classifica, con soli due punti di vantaggio sul Foggia e ben sedici di svantaggio sul Crotone. Al suo posto subentra Zdeněk Zeman, alla terza esperienza sulla panchina del Delfino, il quale riesce a confermare la terza posizione solo all'ultima giornata con la vittoria sul campo dell'AZ Picerno. La terza piazza vale l'accesso al primo turno dei play-off nazionali, dove il Pescara supera la Virtus Verona con il punteggio complessivo di 5-3 accedendo così al secondo turno, che vede i biancazzurri eliminare la Virtus Entella con lo stesso punteggio (2-1 all'Adriatico, 3-2 al ritorno al Comunale di Chiavari). Il cammino del Delfino si interrompe in semifinale: nella gara di ritorno, giocata a Pescara in uno stadio Adriatico che registra il tutto esaurito con oltre 20.000 spettatori, la squadra viene sconfitta ai rigori dal Foggia dell'ex Delio Rossi con il punteggio di 4-3.
La stagione 2023/2024 vede la squadra nuovamente ai nastri di partenza della serie C, questa volta nel girone B insieme ai corregionali del Pineto promossi in terza serie per la prima volta nella loro storia. La formazione viene rinnovata con la cessione di elementi di spicco della precedente stagione tra cui Facundo Lescano (in prestito alla Triestina) e Hamza Rafia (al Lecce), mentre al timone viene confermato Zdeněk Zeman. L'esordio stagionale avviene a Fiorenzuola il 6 agosto con una sconfitta per 6-2 contro la Reggiana in Coppa Italia. L'11 ottobre, nel recupero della quinta giornata, il Pescara perde il primo storico derby in campionato contro il Pineto con il risultato di 0-1; successivamente la squadra incappa in una spirale negativa che costa punti preziosi sulle dirette rivali in corsa per la promozione, chiudendo il girone di andata in quarta posizione con ben 14 punti di svantaggio sul Cesena capolista. Il 13 dicembre la sconfitta in casa del Catania per 0-2 costa l'eliminazione dalla Coppa Italia Serie C. Dopo la ventisettesima giornata il tecnico Zeman annuncia le sue dimissioni per problemi di salute; al suo posto la società promuove alla guida della prima squadra il suo vice Giovanni Bucaro, il quale a sua volta rassegna le proprie dimissioni dopo aver raccolto appena 4 punti in cinque partite venendo sostituito da Emmanuel Cascione. Concluso il campionato al sesto posto, la squadra accede ai turni preliminari dei play-off ove elimina il Pontedera, tuttavia perderà il secondo turno dei preliminari con la Juventus U23.
Per la quarta stagione consecutiva in serie C la squadra cambia nuovamente allenatore e si affida a Silvio Baldini, il quale esordisce nella sconfitta per 0-2 nel derby con il Pineto che vale l'estromissione anticipata dalla Coppa Italia Serie C. In campionato la rosa offre prestazioni più convincenti, occupando da subito le zone alte della classifica e subendo la prima sconfitta stagionale, per mano della Vis Pesaro, solo alla tredicesima giornata. Dopo aver raccolto 29 punti nei primi dodici incontri disputati, il Delfino subisce una lieve flessione fisiologica soprattutto per quanto riguarda il rendimento tra le mura amiche, con solo 7 punti racimolati in 5 partite tra novembre e dicembre all'Adriatico. Nonostante una rosa giovane ed un'acclamata carenza in fase di realizzazione, il Pescara chiude con grande spirito primo a 40 punti il girone d'andata in coppia con la ben più attrezzata Ternana, con le fere fermate sullo 0-0 alla prima sfida del girone di ritorno nell'ultimo incontro dell'anno solare. Conclusa la stagione regolare al quarto posto, il Pescara accede ai playoff ove supera in sequenza Pianese, Catania, Vis Pesaro e Audace Cerignola, accedendo così alla doppia finale contro la Ternana; dopo aver vinto 1 a 0 a Terni all'andata e dopo aver realizzato il risultato di 0 a 1 in casa nei 120 minuti, il Delfino vince ai rigori la partita di ritorno guadagnando la promozione in Serie B a quattro anni dall'ultima apparizione. Il 19 giugno 2025 Baldini lascia il club.

## Colori e simboli

Massimiliano Allegri in azione con la maglia casalinga troncata dei primi anni 1990

### Colori
Fin dalla sua fondazione nel 1936, i colori sociali della squadra sono il bianco e l'azzurro, gli stessi dello stemma comunale di Pescara.
La classica prima divisa degli abruzzesi prevede una maglia palata biancazzurra, abbinata a pantaloncini e calzettoni bianchi — e con le sole significative varianti, da stagione a stagione, dell'ampiezza dei pali o della gradazione di azzurro —; ciò nonostante, nel corso della sua storia il Pescara ha anche proposto divise casalinghe che molto si discostarono dalla tradizione, su tutte la maglia fasciata degli esordi, la muta bianca con palo laterale azzurro che contrassegnò nella stagione 1976-1977 la prima promozione abruzzese in Serie A, e la casacca troncata dei primi anni 1990.
Per quanto riguarda le mute di cortesia, tra i colori più utilizzati ci sono il blu, il rosso e il giallo, spesso accompagnati da dettagli o bordature che richiamano i colori sociali biancazzurri.

## Strutture

### Stadio
Fino al 1955 il Pescara ha utilizzato lo stadio Rampigna per le partite casalinghe, per poi spostarsi nello stadio Adriatico inaugurato a dicembre di quell'anno con un'amichevole contro il Como.

### Allenamento
Il centro sportivo per gli allenamenti e per le partite casalinghe della primavera è il Delfino Training Center, sito in località Poggio degli Ulivi nel comune di Città Sant'Angelo. Il 26 aprile 2021 la squadra si aggiudica la gestione dello stadio comunale "Ughetto Di Febo" di Silvi Marina il quale, al termine del processo di rinnovamento, sarà destinato a nuovo centro di allenamento per tutte le formazioni.

## Società

### Organigramma societario
Aggiornato al 1 giugno 2025.
| Staff dell'area amministrativa Consiglio d'amministrazione - Daniele Sebastiani - Presidente - Gabriele Bankowski - Vice Presidente Staff organizzativo - Francesco Troiano - Team manager - Luigi Gramenzi - Segretario generale - Elena Di Stefano - Amministratrice - Massimo Mucciante - Responsabile comunicazione - SMM - Vincenzo De Prisco - Responsabile area marketing - Pietro Falconio - Collaboratore area marketing - Vincenzo Zangrillo - Supporter liaison officer - Catia Crocetta - Merchandising Settore giovanile - Angelo Londrillo - Responsabile scuola calcio - Andrea Mazzetti - Ufficio stampa giovanili |

### Sponsor
| Cronologia degli sponsor tecnici - 1979-1986 Ennerre - 1986-1989 Ennedue - 1989-1991 ABM - 1991-1997 Pienne - 1997-2002 Puma - 2002-2005 Ennedue - 2005-2006 Lotto - 2006-2008 Legea - 2008-2009 Umbro - 2009-2011 Legea - 2011-2024 Erreà - 2024- Joma | Cronologia degli sponsor ufficiali - 1980-1983 ... - 1983-1984 Gis Gelati - 1984-1985 Duchi di Castelluccio - 1985-1988 Cassa Risparmio Pescara e L.A. - 1988-1990 Gis Gelati - 1990-1991 Caripe - 1991-2002 Gis Gelati - 2002-2004 Saquella Caffè - 2004-2005 Eurovision TV (28ª-42ª) - 2005-2006 Eurovision TV, Rete8 - 2006-2007 Delverde, Rete8 - 2007-2009 Nessuno sponsor - 2009-2011 PAIL, Humangest - 2011-2012 Gamenet, Risparmio Casa - 2012-2013 Acqua Santa Croce, Risparmio Casa - 2013-2014 Acqua & Sapone, OMA Angelucci - 2014-2015 OMA Angelucci, Pharma + - 2015-2016 OMA Angelucci, Pharma +, DZ Zampacorta - 2016-2017 Saquella Caffè, OMA Angelucci, Armata di Mare - 2017-2018 Saquella Caffè, Liofilchem, Sarni - 2018-2019 Sarni, Liofilchem - 2019-2020 Sarni Oro, Lublan, MBI Gas & Luce - 2020-2021 Contrader, Tecnorex, Liofilchem, IVC - 2021-2022 Contrader, Sèleco, La Molisana, Vincenzo Serraiocco Consulting, Lioflilchem, Pharma + - 2022 2023 SIAL, Liofilchem, Tecnorex, Sèleco - 2023 2024 Liofilchem, SIAL, Adriamed, Betwin360 - 2024-2025 CATA Group, Betwin360, CSA, Sebach |

### Settore giovanile

Andrea Camplone

Il settore giovanile biancazzurro si compone di otto squadre: una a testa per le categorie Primavera, Under-17, Under-16 e Under-15, e due a testa per le categorie Esordienti e Pulcini. La società abruzzese ha formato diversi talenti nel corso degli anni, tra i quali Marco Verratti, Lucas Torreira, Morgan De Sanctis, Cristiano Bergodi, Giacomo Dicara, Andrea Camplone, Mauro Esposito e Massimo Margiotta.

### Sezione femminile
La società a partire dall'estate del 2018 ha costituito la propria sezione femminile, dopo aver rilevato il titolo sportivo dall'Associazione Sportiva Dilettantistica La Saponeria partendo dal campionato di Serie C 2018-2019.

## Il Pescara nella cultura di massa
Il Pescara è la squadra protagonista del libro Poveri ma belli scritto da Lucio Biancatelli che ripercorre le imprese sportive del Pescara di Giovanni Galeone.

## Allenatori e presidenti
Di seguito la lista degli allenatori del Pescara.
- 1936-1937 ...
- 1937-1938  Edmondo de Amicis
- 1938-1939  Pietro Piselli
- 1939-1940  Armando Bonino
- 1940-1941  Mario Pizziolo
- 1941-1943  Luigi Ferrero
- 1944-1945  Edmondo De Amicis
- 1945-1946  Giuseppe Marchi
- 1946-1947  József Bánás
- 1947-1948  Mario Pizziolo
- 1948-1949  Gino Piccinini
- 1949-1950  Benedetto Stella
- 1950-1953  Luigi Del Grosso
- 1953-1955  Umberto De Angelis
- 1955-1956  Alfredo Notti
- 1956-1957  Orazio Sola (1ª-?ª)
 Renato Piacentini e  Alfredo Monza (?ª-34ª)
- 1957-1958  Renato Piacentini
- 1958-1959  Mario Tontodonati (1ª-?ª)
 Aurelio Marchese (?ª-34ª)
- 1959-1960  Mario Tontodonati
- 1960-1961  Mario Tontodonati (1ª-?ª)
 Ljubo Benčić (?ª-34ª)
- 1961-1962  Umberto De Angelis
- 1962-1963  Leonardo Costagliola
- 1963-1964  Renato Piacentini (1ª-?ª)
 Ljubo Benčić (?ª-34ª)
- 1964-1965  Ljubo Benčić (1ª-?ª)
 Vincenzo Marsico (?ª-34ª)
- 1965-1966  Antonio Giammarinaro (1ª-?ª)
 Alfredo Notti (?ª-?ª)
 Antonio Giammarinaro (?ª-34ª)
- 1966-1967  Sergio Cervato
- 1967-1968  Antonio Giammarinaro
- 1968-1969  Gianni Seghedoni (1ª-?ª)
 Mario Tontodonati (?ª-38ª)
- 1969-1970  Mario Tontodonati (1ª-?ª)
 Dante Lacorata (?ª-38ª)
- 1970-1971  Francesco Capocasale
- 1971-1972  Vitaliano Patricelli (1ª-?ª)
 Renato Tofani (?ª-38ª)
- 1972-1976  Domenico Rosati
- 1976-1978  Giancarlo Cadè
- 1978-1979  Antonio Angelillo
- 1979-1980  Antonio Angelillo (1ª-5ª)
 Gustavo Giagnoni (6ª-30ª)
- 1980-1981  Aldo Agroppi
- 1981-1982  Saul Malatrasi (1ª-4ª)
 Mario Tiddia (5ª-16ª)
 Giuseppe Chiappella (17ª-38ª)
- 1982-1984  Domenico Rosati
- 1984-1986  Enrico Catuzzi
- 1986-1989  Giovanni Galeone
- 1989-1990  Ilario Castagner (1ª-5ª)
 Edoardo Reja (6ª-38ª)
- 1990-1991  Carlo Mazzone (1ª-12ª)
 Giovanni Galeone (13ª-38ª)
- 1991-1992  Giovanni Galeone
- 1992-1993  Giovanni Galeone (1ª-24ª)
 Vincenzo Zucchini (25ª-34ª)
- 1993-1994  Gianni Corelli e  Vincenzo Zucchini (1ª-6ª)
 Franco Scoglio (7ª-9ª)
 Giorgio Rumignani (10ª-38ª)
- 1994-1995  Giorgio Rumignani (1ª-13ª)
 Francesco Oddo (14ª-38ª)
- 1995-1996  Francesco Oddo (1ª-24ª)
 Giuseppe Donatelli (25ª)
 Luigi Maifredi (26ª-35ª)
 Francesco Oddo (36ª-38ª)
- 1996-1997  Delio Rossi
- 1997-1998  Maurizio Viscidi (1ª-22ª)
 Adriano Buffoni (23ª-38ª)
- 1998-1999  Francesco Giorgini (1ª-2ª)
 Cetteo Di Mascio (3ª)
 Luigi De Canio (4ª-38ª)
- 1999-2000  Giovanni Galeone
- 2000-2001  Delio Rossi (1ª-9ª)
 Giovanni Galeone (10ª-18ª)
 Tarcisio Burgnich (19ª-23ª)
 Delio Rossi (24ª-38ª)
- 2001-2003  Ivo Iaconi
- 2003-2004  Ivo Iaconi (1ª-42ª)
 Cetteo Di Mascio (43ª-46ª)
- 2004-2005  Giovanni Simonelli
- 2005-2006  Maurizio Sarri
- 2006-2007  Davide Ballardini (1ª-6ª)
  Aldo Ammazzalorso (7ª-19ª)
 Luigi De Rosa (20ª-42ª)
- 2007-2008  Franco Lerda
- 2008-2009  Giuseppe Galderisi (1ª-26ª)
 Antonello Cuccureddu (27ª-34ª)
- 2009-2010  Antonello Cuccureddu (1ª-20ª)
 Eusebio Di Francesco (21ª-34ª e play-off)
- 2010-2011  Eusebio Di Francesco
- 2011-2012  Zdeněk Zeman
- 2012-2013  Giovanni Stroppa (1ª-13ª)
 Cristiano Bergodi (14ª-27ª)
 Cristian Bucchi (28ª-38ª)
- 2013-2014  Pasquale Marino (1ª-26ª)
 Serse Cosmi (27ª-42ª)
- 2014-2015  Marco Baroni (1ª-41ª)
 Massimo Oddo (42ª e play-off)
- 2015-2016  Massimo Oddo
- 2016-2017  Massimo Oddo (1ª-24ª)
 Zdeněk Zeman (25ª-38ª)
- 2017-2018  Zdeněk Zeman (1ª-29ª)
 Massimo Epifani (30ª-33ª)
 Giuseppe Pillon (34ª-42ª)
- 2018-2019  Giuseppe Pillon
- 2019-2020  Luciano Zauri (1ª-20ª)
 Nicola Legrottaglie (21ª-32ª)
 Andrea Sottil (33ª-38ª)
- 2020-2021  Massimo Oddo (1ª-9ª)
 Roberto Breda (10ª-23ª)
 Gianluca Grassadonia (24ª-38ª)
- 2021-2022  Gaetano Auteri (1ª-35ª)
 Luciano Zauri (36ª-38ª e play-off)
- 2022-2023  Alberto Colombo (1ª-29ª)
 Zdeněk Zeman (30ª-38ª e play-off)
- 2023-2024  Zdeněk Zeman (1ª-26ª)
 Giovanni Bucaro (27ª-32ª)
 Emmanuel Cascione (33ª-38ª e play-off)
- 2024-2025  Silvio Baldini
- 2025-  Vincenzo Vivarini

Di seguito la lista dei presidenti del Pescara.
- 1936-1948  Angelo Vetta
- 1948-1949  Renato De Cecco,  Sabatino Di Properzio e  Mariano Celsi
- 1949-1950  Vianello,  Di Properzio e  Daidone
- 1950-1952  Raffaele Breda[77]
- 1952-1954  Angelo Forese e  Sabatino Di Properzio
- 1954-1961  Sabatino Di Properzio
- 1961-1964  Antonio Sacco
- 1964-1965  Ennio Giansante[77]
- 1965-1966  Vincenzo Scuccimarra
- 1966-1974  Salvatore Galeota
- 1974-1976  Giovanni Capacchietti
- 1976-1977  Armando Caldora
- 1977-1978  Attilio Taraborrelli
- 1978-1980  Giovanni Capacchietti
- 1980-1986  Vincenzo Marinelli
- 1986-1987  Panfilo De Leonardis
- 1987-1989  Pietro Scibilia
- 1989-1990  Alberto Di Lena
- 1990-1991  Franco Fedele
- 1991-2004  Pietro Scibilia
- 2004-2007  Dante Paterna
- 2007  Angelo Renzetti e  Massimiliano Pincione
- 2007-2008  Massimiliano Pincione e  Gerardo Soglia
- 2008-2009  Saverio Mancinelli[78]
- 2009-2010  Deborah Caldora
- 2010-2011  Giuseppe De Cecco
- 2011-  Daniele Sebastiani

## Palmarès

### Competizioni giovanili
- Campionato Primavera 2: 2

2018-2019 (girone B), 2020-2021 (girone B)
- Supercoppa Primavera 2: 1

2021

### Altre competizioni
• Lega Pro 
2024/25 Vince i play off 
• Campionato Abruzzese: 1
1944-1945
- Serie B: 2

1986-1987, 2011-2012
- Serie C: 1

1973-1974 (girone C)
- Promozione: 1

1951-1952 (girone L)
- Serie D: 1

1972-1973 (girone H)

## Statistiche e record

### Partecipazione ai campionati nazionali
| Livello | Categoria                                   | Partecipazioni | Debutto   | Ultima stagione | Totale |
| ------- | ------------------------------------------- | -------------- | --------- | --------------- | ------ |
| 1º      | Serie A                                     | 7              | 1977-1978 | 2016-2017       | 8      |
| 1º      | Divisione Nazionale                         | 1              | 1945-1946 | 1945-1946       | 8      |
| 2º      | Serie B                                     | 40             | 1941-1942 | 2025-2026       | 40     |
| 3º      | Serie C                                     | 23             | 1938-1939 | 2024-2025       | 29     |
| 3º      | Serie C1                                    | 6              | 1982-1983 | 2009-2010       | 29     |
| 4º      | Prima Divisione                             | 1              | 1937-1938 | 1937-1938       | 10     |
| 4º      | Promozione                                  | 2              | 1950-1951 | 1951-1952       | 10     |
| 4º      | IV Serie                                    | 5              | 1952-1953 | 1956-1957       | 10     |
| 4º      | Campionato Interregionale - Prima Categoria | 1              | 1957-1958 | 1957-1958       | 10     |
| 4º      | Serie D                                     | 1              | 1972-1973 | 1972-1973       | 10     |

### Partecipazione ai campionati regionali
| Livello | Categoria         | Partecipazioni | Debutto   | Ultima stagione | Totale |
| ------- | ----------------- | -------------- | --------- | --------------- | ------ |
| 5º      | Seconda Divisione | 1              | 1936-1937 | 1936-1937       | 1      |

### Partecipazione alle coppe nazionali
| Competizione         | Partecipazioni | Debutto   | Ultima stagione | Totale |
| -------------------- | -------------- | --------- | --------------- | ------ |
| Coppa Italia         | 50             | 1938-1939 | 2023-2024       | 61     |
| Coppa Italia Serie C | 11             | 1973-1974 | 2024-2025       | 61     |

### Partecipazione alle coppe internazionali
| Competizione         | Partecipazioni | Debutto   | Ultima stagione | Totale |
| -------------------- | -------------- | --------- | --------------- | ------ |
| Coppa Mitropa        | 1              | 1987-1988 | 1987-1988       | 2      |
| Coppa Anglo-Italiana | 1              | 1993-1994 | 1993-1994       | 2      |

Il Pescara ha disputato 86 campionati dalla sua fondazione nel 1936.

### Statistiche individuali
Di seguito la top 10 di primatisti di presenze e marcatori del Pescara in tutte le competizioni. In grassetto eventuali giocatori ancora in attività con il club. 
| Record di presenze - 344 Ottavio Palladini (1992-1998; 2000-2004) - 336 Michele Gelsi (1989-1992; 1994-2000) - 303 Gianfranco De Marchi (1966-1976) - 281 Bruno Nobili (1974-1982) - 272 Federico Giampaolo (1994-1997; 1999-2001; 2002-2005) - 238 Ledian Memushaj (2014-2017; 2018-2022) - 232 Giacomo Dicara (1986-1990; 1991-1994; 2003-2005) - 224 Vincenzo Fiorillo (2014-2021) - 220 Gino Di Censo (1955-1961; 1962-1966) - 212 Andrea Camplone (1984-1992) | Record di reti - 120 Mario Tontodonati (1940-1943; 1945-1946; 1953-1959) - 69 Federico Giampaolo (1994-1997; 1999-2001; 2002-2005) - 54 Marco Sansovini (2007-2008; 2009-2012; 2015-2016) - 52 Ottavio Palladini (1992-1998; 2000-2004) - 48 Michele Gelsi (1989-1992; 1994-2000) - 45 Giuseppe Rinaldi (1945-1949) - 44 Bruno Nobili (1974-1982) - 43 Riccardo Maniero (2010-2012; 2013-2015; 2019-2020) - 38 Davide Merola (2023-) - 35 Stefano Rebonato (1983-1984; 1985-1987) |

## Tifoseria

### Storia
Il tifo organizzato a Pescara ebbe origine già nei primi anni '70, in concomitanza con l'inizio della diffusione del movimento ultras in Italia. Nel 1976 venne fondato il gruppo dei Rangers, ancor oggi il più importante della tifoseria pescarese. Fra gli altri gruppi storici vanno menzionati i Bad Boys, nati nel 1985 e scioltisi durante il campionato di Serie B 2003-2004, e i Cherokee, nati nel 1987 e confluiti nei Rangers nel 1999 assieme ad altri gruppi minori. Nel 2002 si è formata una sezione dei Rangers con sede a Silvi, mentre nel 2012 è sorto un nuovo gruppo ultras, A Difesa di una Fede, posizionato in Curva Sud o, nel caso in cui il settore venga assegnato ai tifosi ospiti, in Tribuna Adriatica.

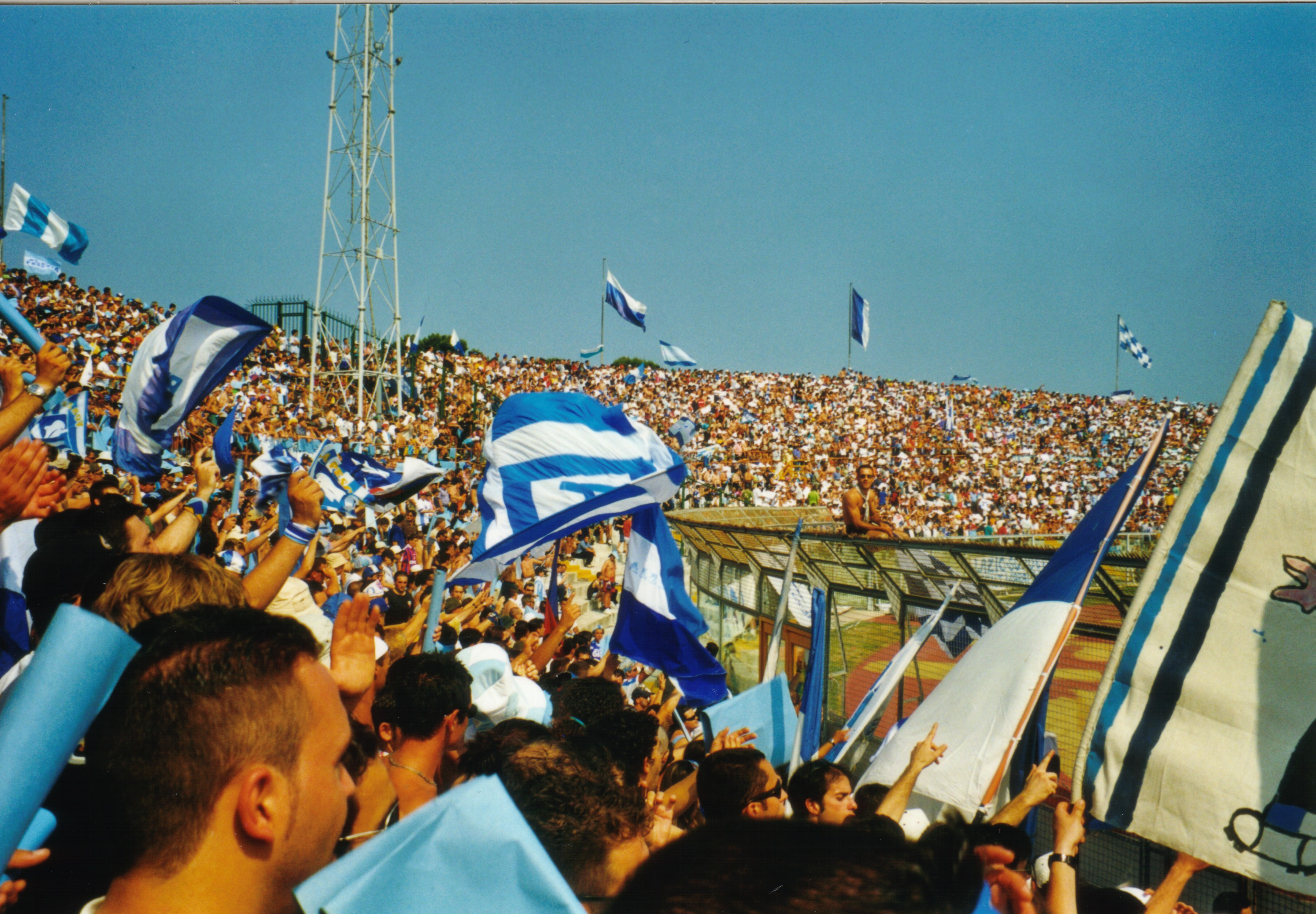
La Curva Nord dello Stadio Adriatico gremita in occasione di Pescara-Brescia 3-2, valevole per l'ultima giornata del campionato di Serie B 1998-99

Durante le partite casalinghe, la gran parte della tifoseria organizzata è posizionata in Curva Nord, intitolata allo storico capo ultras Marco Mazza (detto Bubù), prematuramente deceduto nel 2006.
La maggior parte dei tifosi proviene dalla città e dai dintorni: la squadra è molto popolare in tutto l'Abruzzo e anche tra gli abruzzesi residenti nel resto dell'Italia e tra le famiglie degli emigranti abruzzesi all'estero. L'unico club ufficiale di tifosi con sede al di fuori dei confini nazionali è in Francia, ma sono molti i tifosi in Germania, Svizzera, Canada e Belgio.

### Gemellaggi e rivalità
La tifoseria del Pescara è gemellata con quella del Vicenza sin dal 9 gennaio 1977. Si tratta di un gemellaggio tuttora molto sentito da ambo le parti nonostante lo scioglimento dei Vigilantes, gruppo principale della tifoseria vicentina, avvenuto nel 2012.
Dal 1986 al 2019 la tifoseria biancoazzurra è stata gemellata anche con i tifosi del Messina, ma il gemellaggio è stato sciolto dopo 33 anni per iniziativa dei Rangers, anche se tale scelta non è stata condivisa da buona parte del resto dei tifosi pescaresi.
Con la tifoseria del Livorno c'è stato in passato un gemellaggio, anch'esso sciolto. Le due tifoserie hanno comunque mantenuto ottimi rapporti e si sono particolarmente riavvicinate fra loro in seguito alla morte in campo di Piermario Morosini, calciatore del Livorno, avvenuta il 14 aprile 2012 allo Stadio Adriatico, durante un incontro valido per il campionato di Serie B. La partita, interrotta al 31º minuto del primo tempo sul punteggio di 2-0 per i labronici, è stata poi proseguita e conclusa col medesimo risultato il successivo 16 maggio. A Morosini è stato in seguito intitolato il settore ospiti dello Stadio Adriatico.
Una delle rivalità più forti è quella con la Lazio, cominciata a seguito della partita tra le due squadre del 30 ottobre 1977, dopo che alcuni tifosi laziali aggredirono a fine partita i tifosi avversari, e proseguita con scontri furibondi negli anni successivi sia a Roma che a Pescara. Importante è anche la rivalità con i gruppi organizzati del Verona, nata per motivi campanilistici e territoriali e per la forte amicizia che lega i tifosi scaligeri a quelli laziali, ma soprattutto per la storica rivalità tra i gialloblù e i vicentini. Quasi tutte le rivalità più o meno sentite sono con le tifoserie di squadre centro-meridionali, soprattutto con Ancona, Ascoli, Bari, Sambenedettese, Fiorentina, Salernitana e Foggia, Avellino, Cosenza, Reggina, Catania, Napoli, Lecce, Taranto e Perugia. Le principali rivalità con squadre settentrionali sono con le tifoserie di Cesena, Sampdoria, Torino e Brescia.

## Organico

### Rosa 2025-2026
Rosa aggiornata al 19 Agosto 2025.
| N. |                    | Ruolo | Calciatore                 |
| -- | ------------------ | ----- | -------------------------- |
| 1  | Italia (bandiera)  | P     | Sebastiano Desplanches     |
| 12 | Italia (bandiera)  | P     | Nicolò Profeta             |
| 22 | Italia (bandiera)  | P     | Ivan Saio                  |
| 2  | Italia (bandiera)  | D     | Gaetano Letizia            |
| 13 | Italia (bandiera)  | D     | Riccardo Brosco (capitano) |
| 16 | Italia (bandiera)  | D     | Matteo Milan               |
| 23 | Italia (bandiera)  | D     | Filippo Pellacani          |
| 25 | Italia (bandiera)  | D     | Davide Giannini            |
| 95 | Italia (bandiera)  | D     | Gabriele Corbo             |
| 33 | Italia (bandiera)  | D     | Andrea Oliveri             |
| 73 | Albania (bandiera) | C     | Erdis Kraja                |
| 6  | Italia (bandiera)  | C     | Niccolò Squizzato          |
| 7  | Italia (bandiera)  | C     | Lorenzo Meazzi             |

| N. |                    | Ruolo | Calciatore          |
| -- | ------------------ | ----- | ------------------- |
| 8  | Italia (bandiera)  | C     | Matteo Dagasso      |
| 14 | Italia (bandiera)  | C     | Luca Valzania       |
| 17 | Estonia (bandiera) | C     | Georgi Tunjov       |
| 27 | Italia (bandiera)  | C     | Giacomo Olzer       |
| 36 | Italia (bandiera)  | C     | Lorenzo Berardi     |
| 20 | Italia (bandiera)  | C     | Leonardo Graziani   |
| 30 | Italia (bandiera)  | C     | Giuseppe Saccomanni |
| 9  | Italia (bandiera)  | A     | Antonio Di Nardo    |
| 10 | Italia (bandiera)  | A     | Davide Merola       |
| 11 | Italia (bandiera)  | A     | Gianmarco Cangiano  |
| 15 | Italia (bandiera)  | A     | Riccardo Tonin      |
| 18 | Italia (bandiera)  | A     | Lorenzo Sgarbi      |
| 21 | Italia (bandiera)  | A     | Andrea Ferraris     |

### Staff tecnico
| Staff dell'area tecnica - Vincenzo Vivarini - Allenatore - Andrea Milani - Vice allenatore - Massimo Carcarino - Collaboratore tecnico e Match Analyst - Antonio Del Fosco - Preparatore atletico - Fabrizio Zambardi - Preparatore portieri - Francesco Troiano - Team manager - Alessandro Cupaiolo - Support Liaison Officer - Emanuela Spada - Responsabile sanitario - Stefano Guarracini - Consulente sanitario - Gabriele Tavolieri - Consulente sanitario - Marco Rossi - Responsabile fisioterapia - Rocco Trivarelli - Osteopata - Carlo Cavasinni - Recupero infortunati |